# Un parricida
Un parricida (Un parricide) è un racconto di Guy de Maupassant pubblicato in lingua francese nel 1882.

## Trama
È il resoconto di un processo penale in cui l'avvocato difensore aveva sostenuto la tesi dell'infermità mentale, non potendo spiegare altrimenti il delitto. In un canneto nei pressi di Chatou, erano stati trovati due cadaveri: marito e moglie sposati da un anno, benestanti, non più giovanissimi. Ignoto il movente (non erano stati rapinati, non avevano nemici). Le indagini non dettero risultato, l'inchiesta stava per essere chiusa quando un giovane falegname, Georges Louis detto "il borghese" si era costituito. Trovatello, aveva avuto una vita stentata. Negli ultimi tempi una coppia di mezza età si era interessata a lui, dandogli incarichi ben remunerati. Georges Louis aveva iniziato a sospettare che fossero i suoi genitori e una sua indagine personale gli rivelò che i due si erano sposati solo poco tempo prima, dopo che la donna era rimasta vedova, ma si diceva fossero amanti da molto tempo. Un'offerta generosa della donna confermò i suoi sospetti; Georges Louis chiese ai due se fossero i suoi genitori; ma costoro, sebbene imbarazzati, negarono e anzi accusarono il giovane di volerli ricattare. Sentendosi rifiutato per la seconda volta, Georges Louis li aveva aggrediti e, quasi senza rendersene conto, uccisi.

## Genesi dell'opera
Un parricida fu pubblicato inizialmente nel quotidiano Le Gaulois del 25 settembre 1882, firmato da Maupassant con lo pseudonimo "Maufrigneuse". Fu pubblicato poi in volume, assieme ad altri venti racconti nella raccolta Racconti del giorno e della notte (titolo originale: Contes du jour et de la nuit) dall'editore Marpon-Flammarion nel 1885 e mantenuto nella raccolta omonima, rivista e corretta pubblicata dall'editore Paul Ollendorff nel 1887

## Edizioni
- (FR) Guy de Maupassant, Contes du jour et de la nuit, illustrazioni di P. Cousturier, Paris, C. Marpon et E. Flammarion, 1885.
- (FR) Guy de Maupassant, Contes du jour et de la nuit, illustrazioni di V. Bocchino, Paris, P. Ollendorff, 1887.
- (FR) Guy de Maupassant, Un parricide, in Louis Forestier (a cura di), Contes et nouvelles, collana Bibliothèque de la Pléiade, Préface d'Armand Lanoux ; Introduction de Louis Forestier, texte établi et annoté par Louis Forestier, I, Paris, Gallimard, 1974,  pp. 1450-56, ISBN 978-2-07-010805-3.
- Guy de Maupassant, Un parricida, in Racconti, traduzione di Oreste Del Buono, Introduzione di Louis Forestier, Milano, RCS Libri, 2012, ISBN 978-88-58-62677-1.
- Guy de Maupassant, Parricidio, in Racconti del giorno e della notte, collana I capolavori Sansoni ; 42, traduzione di Mario Picchi, Introduzione di Edda Melon, Milano, 1965,  pp. 494-99.